# 皮特肯羅
皮特肯羅（英語：Pitkerro）是位於蘇格蘭鄧迪東部的住宅區，東面是道格拉斯，北面是惠特菲爾德。
建築師羅伯特·洛里默在1902年改造和美化了這區的房屋。